# Пічета Іван Христофорович
Іван (Іоанн) Христофорович Пічета (9 вересня 1844 — 1920) — протоієрей, ректор Полтавської духовної семінарії (1890–1902). Батько Пічети Володимира Івановича.

## Біографія
Пічета Іван Христофорович народився 9 вересня 1844 року, у головному місті Герцеговини, Мостар. З 1869 року — підданий Російської імперії.
Початкову освіту отримав у народному сербському училищі, у 1858 році, приїхавши в Одесу, поступив на вище відділення духовного училища, звідки через рік його було переведено у тамтешню семінарію. У 1863 році поступив у Київську академію, яку закінчив 1867 року зі ступенем кандидата богослов'я. Цього ж року призначений викладачем історії церкви, літургики і канонічного права у Полтавську духовну семінарію. У ній він викладав до 24 лютого 1888 року, коли його призначили ректором Вітебської духовної семінарії.
Від 27 серпня 1890 по 16 серпня 1902 року — ректор Полтавської духовної семінарії. За час ректорства у семінаріях був головою єпархіальної училищної ради (Полтавське єпархіальне Братство імені святого преподобномученика Макарія), головою єпархіального братства (Вітебськ), редактором Полоцьких відомостей тощо.
Потім був настоятелем кладовищенської церкви у Харкові, а також членом училищної ради, місіонерського комітету, наглядачем за викладанням Закону Божого у чоловічих середніх навчальних закладах.
Помер у 1920 році.